# Баир (Новска)
Баир је насељено место у саставу града Новске, у западној Славонији, Република Хрватска. Баир је, заједно са насељима Брезовац Субоцки и Поповац Субоцки, чинио делове бившег места Субоцки Град. Од 1948. године ова насеља се на пописима сматрају самосталним.

## Становништво
Према резултатима пописа из 2011. године насеље Баир има 6 становника.
| Демографија | Демографија | Демографија |
| Година      | Становника  | Становника  |
| ----------- | ----------- | ----------- |
| 1890.       | 301         |             |
| 1948.       | 222         |             |
| 1953.       | 211         |             |
| 1961.       | 253         |             |
| 1971.       | 176         |             |
| 1981.       | 114         |             |
| 1991.       | 101         |             |
| 2001.       | 19          |             |
| 2011.       |             | 6           |

| Националност       | 1991.       | 1981.       | 1971.        |
| Срби               | 90 (89,10%) | 84 (73,68%) | 173 (98,29%) |
| Хрвати             | 1 (0,99%)   | 1 (0,87%)   | 0            |
| Југословени        | 10 (9,90%)  | 28 (24,56%) | 3 (1,70%)    |
| остали и непознато | 0           | 1 (0,87%)   | 0            |
| Укупно             | 101         | 114         | 176          |